# فهرست کلیساهای ارمنی در تفلیس
این فهرست کلیساهای ارمنی در تفلیس، پایتخت گرجستان است که تا اوایل سده بیستم میلادی مرکز اصلی زندگی فرهنگی ارمنستان شرقی بود.
- کلیسای مریم مقدس خوجیوانک
- کلیسای گئورگ مقدس دزوراباش
- کلیسای گئورگ مقدس کامویانتس
- کلیسای جیگراشنی آوتیاتس
- کلیسای مریم مقدس چوغورتی
- کلیسای گئورگ مقدس کاراپ
- کلیسای مریم مقدس بیت‌لحم (تفلیس)
- کلیسای انجیل سرخ (تفلیس)
- کلیسای گئورگ مقدس موغنی (تفلیس)
- کلیسای نشان مقدس (تفلیس)
- کلیسای نوراشن (تفلیس)
- کلیسای صلیب مقدس (تفلیس)
- کلیسای گریگور روشنگر مقدس (تفلیس)
- کلیسای گئورگ مقدس (تفلیس)
- صومعه وانک (تفلیس)
- کلیسای سارگیس مقدس (تفلیس)